# Тератома
Тератома (от др.-греч. τέρας → род. п. τέρατος — чудовище + -ομα — опухоль) — опухоль, образующаяся из гоноцитов, наиболее часто в яичниках у женщин, в яичках у мужчин, в крестцово-копчиковой области у детей, а также в мозге. Представляет собой ткань или даже орган, нетипичный для локализации опухоли: в тератоме могут присутствовать волосы, мышечная ткань, костная ткань, реже более сложные органы — глаз, туловище, конечности.
Согласно гипотезе, основывающейся на клиническом феномене Fetus in fetu (Эмбрион в эмбрионе), по крайней мере в некоторых случаях, причиной появления тератомы (fetiform teratoma) является крайне недоразвитый паразитический сиамский близнец, образующийся в результате нарушения координации во взаимоотношениях (аномальной индукции) между стволовой клеткой и её микроокружением — так называемой нишей на одной из стадий эмбриогенеза. 

## Классификация
Тератомы классифицируют по нескольким разрядам риска, от доброкачественных до явно злокачественных. 
По гистологическому строению различают зрелую и незрелую тератому. Зрелые тератомы являются доброкачественными, высокодифференцированными опухолями. Гистологически может быть зрелая нейроглия, кости, волосы, хрящи, гепатоциты, гладкие и поперечно-полосатые мышцы, энтеральные железы, структуры, напоминающие респираторный тракт.
Незрелые тератомы имеют не полностью дифференцированные соматические структуры, они имеют свойство метастазировать, причём в метастазах могут встречаться ткани разной степени дифференцировки, в том числе и те, которых нет в первичной опухоли.   
Классификация по F.Gonzaler—Crussi, 1982г.      
1.  Доброкачественные тератомы   
- зрелые;
- незрелые;

2.  Злокачественные
- с очажками клеток герминогеноклеточных опухолей
  - герминома;
  - эмбриональный рак;
  - опухоль желточного мешка;
  - хориокарцинома;
- с негерминоклеточными компонентами:
  - саркома;
  - рак;
  - злокачественные эмбриональные опухоли;
  - смешанные.
- незрелая тератома, злокачественная.

В зависимости от локализации тератомы различают:
- крестцовое-копчиковые;
- тератомы средостения;
- тератомы головы и шеи;
- абдоминальные экстрагонадные тератомы;
- тератомы яичников;
- тератомы яичка;
- тератомы редких локализаций[10].

## Диагностика
Для диагностики тератом применяют инструментальные методы исследования:
- УЗИ;
- МРТ;
- КТ;
- внутривенная урография[11].

## Лечение
Тактика лечения зависит от многих факторов, таких, как возраст пациента, локализация и гистологическое строение опухоли. Возможно как только хирургическое лечение, так и хирургическое лечение в совокупности с химиотерапией. 